# إبوكا (مجلة إسبانية)
إبوكا هي مجلة إخبارية أسبوعية إسبانية تصدر في مدريد عاصمة إسبانيا، في الفترة من 1985 إلى 2013.

## التاريخ
أسسها جايمي كامبماني في عام 1985 ، كانت إبوكا مطبوعة محافظة من قبل شركة إنتريكونوميا. كما وصفت وزارة الخارجية الأمريكية المجلة بأنها مطبوعة محافظة في عام 2000. وكان المقر الرئيسي للمجلة في مدريد.
في عام 1994 تم توزيع 67.000 نسخة من إبوكا.
أصبحت إبوكا مجلة لا غازيتا يوم الأحد في عام 2009، ولكن تم إلغائها من قبل إنتريكونوميا في عام 2013. كان من بين المساهمين فيها عدد من رجال الأعمال الأسبان.
على الرغم من وصفها من قبل ناشرها بأنها "مرجع"، كانت إبوكا محور العديد من الخلافات في العقد الأول من القرن الحادي والعشرين. في عام 2008 زعمت أن إنفانتا إلينا كانت تحاول فسخ زواجها من جايمي دي ماريشالار، لأن ماريشالار تعاطت الكوكايين. في العام التالي اتهمت المجلات ماريا تيريزا فرنانديز دي لا فيغا بتزوير الانتخابات لإدراج اسمها بعد الفترة القانونية للانتخابات. فتح كل من ماريشالار ودي لا فيغا دعوى قضائية ضد المجلة.